# Förenade arabemiratens herrjuniorlandslag i ishockey
Förenade arabemiratens herrjuniorlandslag i ishockey representerar Förenade arabemiraten i ishockey för herrjuniorer. Laget spelade sin första landskamp den 14 januari 2013 i Sofia i samband med juniorvärldsmästerskapets Division III-grupp, och förlorade då med 0-16 mot Bulgarien. Laget hade dock diskvalificerats från turneringen på grund av att man inte anmält tillräckligt många spelare. I stället fick man spela sina matcher utom tävlan.

### Fotnoter
1. ↑  ”Championnat du monde 2013 des moins de 20 ans”. Hockeyarvhives. 2012-2013. http://www.passionhockey.com/hockeyarchives/U-20_2013.htm. Läst 16 december 2013.